# Edmund Crispin
Edmund Crispin, pseudonimo di Robert Bruce Montgomery (Chesham Bois, 2 ottobre 1921 – Londra, 15 settembre 1978), è stato uno scrittore e compositore britannico.

## Biografia
Montgomery compì i suoi studi dapprima alla Merchant Taylor's School e poi al St. John's College di Oxford, laureandosi in Lingue Moderne nel 1943.
A partire dal 1935 Montgomery studiò pianoforte e prima dello scoppio della seconda guerra mondiale viaggiò all'estero, specialmente in Germania, per approfondire i suoi studi musicali. L'attività principale di Montgomery fu quella di compositore: fra i suoi lavori si ricorda il Concertino for String Orchestra, scritto nel 1950, ancora oggi eseguito con una certa frequenza in Gran Bretagna) e soprattutto le numerose colonne sonore; inoltre fu anche un organista di ottimo livello e direttore d'orchestra.
In più di un suo libro si trovano riferimenti e ambientazioni musicali, in particolare ne Il canto del cigno (Swan Song), ambientato nel mondo dell'opera lirica.
Con lo pseudonimo di Edmund Crispin, Bruce Montgomery firmò una brillante serie di ingegnosi romanzi polizieschi e può considerarsi l'equivalente, nel romanzo giallo, di P.G. Wodehouse, autore con il quale ha moltissimi punti di contatto, soprattutto stilistici.
La sua influenza dichiarata, nel campo del poliziesco, è tuttavia quella di John Dickson Carr, scrittore per il quale Crispin nutriva grandissima ammirazione. Lo stile di Crispin viene così descritto da Liukkonen e Pesonen, un giudizio riportato anche da Bruce Shaw:
(Petri Liukkonen e Ari Pesonen)
L'investigatore dilettante presente nelle storie di Crispin è il professor Gervase Fen del fittizio St Christopher's College di Oxford, situato nelle vicinanze del St. John's College. Anche nello stesso nome di Gervase Fen si ritrova un evidente omaggio al dottor Gideon Fell, il grande detective protagonista della maggior parte dei romanzi di John Dickson Carr.
I romanzi di Crispin sono dei gialli di impianto classico e - così come nell'opera di Carr - propongono spesso delle variazioni sul tema del "delitto impossibile". Nel 1947, dopo il grande successo del suo terzo romanzo Il negozio fantasma, Crispin fu proposto come membro del Detection Club da Carr e Dorothy L. Sayers e quindi accettato con entusiasmo.
L'attività giallistica di Montgomery si è essenzialmente concentrata nello spazio di dieci anni, dal 1944 al 1953: l'ultimo romanzo a nome Crispin apparirà soltanto nel 1977, dopo un intervallo di un quarto di secolo, a causa dei gravi problemi di salute dell'autore e, soprattutto, di una lunga dedizione all'alcol, che sarà causa della sua scomparsa in età ancora giovane. Montgomery è stato anche un notevole esperto di fantascienza e, sempre sotto il suo tradizionale pseudonimo, ha anche curato sette antologie pubblicate sotto il titolo Best Science Fiction.

## Opere
Tutti i libri di narrativa di Bruce Montgomery - dedicati a Gervase Fen e firmati Edmund Crispin - furono pubblicati per la prima volta a Londra da Gollancz:
- The Case of the Gilded Fly, 1944
  - La mosca dorata, I Classici del Giallo Mondadori n. 679, 1993
  - Delitto a Oxford, I Gialli del Secolo n. 128, Casini Editore, 1954[6]
- Holy Disorders, 1945
  - Il diavolo nella cattedrale, I Classici del Giallo Mondadori n. 1032, 2004
- The Moving Toyshop, 1946
  - Il negozio fantasma, I Classici del Giallo Mondadori n. 649, 1991
  - Il negozio fantasma, I Classici del Giallo Mondadori n. 1082, 2005
- Swan Song, 1947
  - Il canto del cigno, I Classici del Giallo Mondadori n. 1016, 2004
- Love Lies Bleeding, 1948
  - Il manoscritto perduto, trad. di Marilena Caselli, I Classici del Giallo Mondadori n. 820, giugno 1998
  - I Classici del Giallo Mondadori n.1163, maggio 2007
  - in La morte fa l'appello, Gli speciali del Giallo Mondadori n.106, giugno 2023
- Buried For Pleasure, 1948
  - Ritornello di morte, I Classici del Giallo Mondadori n. 1048, 2005
  - Sepolto vivo!, Gialli del Veliero n. 18, Martello, 1950[7]
- Frequent Hearses, 1950
  - Morte sul set, I Classici del Giallo Mondadori n. 995, 2004
  - Cercasi ragazza occhi azzurri, I Gialli del Secolo n. 103, Casini Editore, 1954[6]
- The Long Divorce, 1951
  - La morte nel villaggio, Il Giallo Mondadori n.154, 1952
  - La morte nel villaggio, I Classici del Giallo Mondadori n. 878, 2000
- Beware of the Trains, antologia di racconti, 1953
- The Glimpses of the Moon, 1977
  - Omicidio sotto la Luna, I Classici del Giallo Mondadori n. 1068, 2005
- Fen Country, antologia di racconti, 1979

Edmund Crispin curò fra il 1955 ed il 1970 la pubblicazione di sette antologie di fantascienza, dedicate in gran parte ad autori britannici ed intitolate The Best SF:
- Best SF, Faber, 1955
- Best SF Two, Faber, 1956
- Best SF Three, Faber, 1958
- Best SF Four, Faber, 1961
- Best SF Five, Faber, 1963
- Best SF Six, Faber, 1966
- Best SF Seven, Faber, 1970

## Composizioni musicali
- An Ode on the Resurrection of Christ, 1947
- Mary Ambree, 1948
- Four Shakespeare Songs, 1948
- Christ's Birthday, Suite for Chorus and Strings, 1948
- Concertino for String Orchestra, 1950
- An Oxford Requiem, 1950
- Concerto Waltz for Two Pianos, 1952
- Venus' Praise,  Suite for Chorus and Strings, 1952
- John Barleycorn: An Opera for Children, 1962

### Colonne sonore
Bruce Montgomery ha scritto nel periodo 1958-1961 le colonne sonore per i primi sei film della serie di commedie intitolata Carry On:
- Carry On Sergeant, 1958
- Carry On Nurse, 1959
- Carry On Teacher, 1959
- Carry On Constable, 1960
- Carry On Regardless, 1961